# Sousei no Aquarion
Sousei no Aquarion (創聖 の アクエリオン Sousei no Akuerion, Génesis de Aquarion?) o simplemente Aquarion es una serie de anime escrita y dirigida por Shoji Kawamori y producida por Satelight. Esta se emitió entre el  4 de abril de 2005 y el 26 de septiembre de 2005 en TV Tokyo. Una serie de OVAs se estrenó el 25 de mayo de 2007, y son una versión alternativa a la serie de televisión. 
Una secuela de la serie titulada Aquarion Evol  (アクエリオン EVOL  Akuerion Evoru?) se emitió en 2012.
La ciencia ficción de la serie es un homenaje a los shows Super Robot de la década de 1970 y 1980, pero realizada con técnicas y estéticas de animación modernas.

## Argumento
Hace doce mil años, la humanidad estuvo a merced de criaturas míticas conocidas como Ángeles Caídos ( 堕天翅  Datenshi?) , alados inmortales con poder y tecnología sobrecogedora. Esto, hasta que uno de ellos, Apolonius se enamoró de una guerrera humana, Seliane. Apolonius unió fuerzas con los humanos para liberarlos de su opresión, utilizando para esto el robot gigante de batalla Aquarion  (アクエリオン  Akuerion?) .
Once años antes de los relatos narrados en la animación, un desastre denominado " La Gran Catástrofe" destruyó y devastó significativamente la tierra matando a dos terceras partes de la población. Este desastre trajo consigo el regreso de los Ángeles Caídos que estaban dormidos en la ciudad de Atlandia ( アトランディア  Atorandia?) desde su batalla con Apolonius. Los Ángeles Caídos comienzan a invadir las ciudades humanas cosechando seres humanos, como ganado, para extraer el prana ( プラーナ  purāna?,  fuerza vital) no solo para servir de energía y nutrición a ellos sino también para alimentar el legendario Árbol de la Vida ( 生命の樹  Seimei no Ki?) . Para cosechar los Ángeles utilizan unas máquinas flotantes gigantes protegidas por mechas denominados Querubines ( ケルビム兵  Kerubimu Hei?).
Una expedición a cargo de Gen Fudou encuentra tres aviones de batalla tecnológicamente avanzados. Estos quedan a cargo de la organización DEAVA  (ディーバ  Dība??,  Division of EArth Vitalization Advancement) que se encarga de la investigación de estas máquinas llamadas Vectores ( ベクター Bekutā?) para tratar de identificar como se utilizan. Estos vectores son denominados Vector Luna ( ベクタールナ Bekutā Runa?) (verde), Vector Marte ( ベクターマーズ Bekutā Māzu?) (azul) y Vector Sol  (ベクターソル Bekutā Soru?) (rojo). DEAVA descubre que solo personas con poderes especiales llamados Elementos (エレメント Eremento?) pueden pilotar los vectores y que los tres son en efecto las piezas del Aquarion, el mismo robot utilizado para pelear con los Ángeles Caídos hace doce mil años atrás. Además descubren que los elementos pueden unir los vectores en una de tres formaciones del robot gigante de batalla, y puede utilizarse para pelear y vencer a los Querubines.
Durante el primer encuentro de los elementos contra los Querubines a través de la unión de los vectores en formación de Aquarion, tropiezan con un joven de 15 años de edad, Apolo, quién parece ser la reencarnación de Apolonius. Ellos se convencen de esto cuando el solo une a los vectores en formación de Aquarion Solar y derrota al enemigo, por lo que es reclutado uniéndose a las filas de DEAVA.

## Personajes

### Los Elementos
Los Elementos son jóvenes con poderes especiales reunidos de todo el mundo y entrenados por DEAVA, con el fin de pilotar los vectores.
Apollo (アポロ  Aporo?)
 Seiyū: Takuma Terashima
Silvia de Alisia (シルヴィア・ド・アリシア  Shiruvia do Arishia?)
 Seiyū: Yumi Kakazu
 Sirius de Alisia  (シリウス・ド・アリシア  Shiriusu do Arishia?)
 Seiyū: Tomokazu Sugita
 Pierre Vieira  (ピエール・ヴィエラ  Piēru Viera?)
 Seiyū: Andy Saico

 Hong "Reika" Lihua  (紅 麗花  Kō Reika?, pinyin, Hóng Líhuā)
 Seiyū: Sanae Kobayashi
 Rena Rune  (リーナ・ルーン  Rīna Rūn?)
 Seiyū: Hiromi Satou
 Tsugumi Rosenmeier (つぐみ・ローゼンマイヤー  Tsugumi Rōzenmaiyā?)
 Seiyū: Tsugumi Higasayama
Jun Lee  (ジュン・リー Jun Rī?)
 Seiyū: Daisuke Sakaguchi
 Glen Anderson  (レン・アンダーソン  Guren Andāson?)
 Seiyū: Yuto Kazama
 Kurt Klick (クルト・クーリック  Kuruto Kūrikku?) y  Chloe Klick  (クロエ・クーリック  Kuroe Kūrikku?)
 Seiyū: Romi Park

### Operativos De DEAVA
DEAVA (Division of EArth Vitalization Advancement) es la organización que creó el Aquarion.
 Gen Fudo  (不動GEN  Fudō GEN?)
 Seiyū: Unshō Ishizuka
Sophia Belin  (ソフィア・ブラン  Sofia Beran?)
 Seiyū: Sakiko Tamagawa
 Jean-Jerome Jorge  ( ジャン・ジェローム・ジョルジュ Jan Jerōmu Joruju?)
 Seiyū: Nobuo Tobita

### Humanos
Baron  (バロン Baron ?)
 Seiyū: Susumu Chiba

### Ángeles Caídos
Ángel Sagrado Touma  (聖天翅・頭翅（トーマ)  Shōtenshi Tōma?)
 Seiyū: Toshiyuki Morikawa
 Ángel Musical Otoha  (音楽翅・音翅（オトハ)  Ongakushi Otoha?)
 Seiyū: Mako Hyoudou
 Ángel Anciano Johannes ( 老賢翅・夜翅（ヨハネス)  Rōkenshi Yohanesu?)
 Seiyū: Shin Aomori
 Ángel Guerrero Moroha  (戦翅・両翅（モロハ)  Senshi Moroha?)
 Seiyū: Kazuki Yao
Ángel Arquetipico Lensi  (原型翅・錬翅（レンシ)  Genkeishi Renshi?)
 Seiyū: Unshō Ishizuka
Ángel De Información Shilha  (情報翅・智翅（シルハ)  Jōhōshi Shiruha?)
 Seiyū: Katsuyuki Konishi
Ángel Niño Futaba (小天翅・双翅 (フタバ)  Kotenshi Futaba?)
 Seiyū: Tomoko Kawakami

## Contenido De La Obra

### Anime
El anime de Sousei No Aquarion debutó en Japón en TV Tokyo el 4 de abril de 2005, emitiéndose semanalmente hasta completar veintiséis episodios el 26 de septiembre del mismo año. 

#### Música
- Su primer opening es Sousei No Aquarion (創聖のアクエリオン?) interpretado por Akino.
- Su segundo opening es Go Tight! también interpretado por Akino.
- Su primer ending es Omna Magni (オムナ マグニ?) interpretado por Yui Makino
- Su segundo ending es Kōya no Heath (荒野のヒース?) interpretado por Akino
- Su tercer ending es Celiane interpretado por Gabriela Robin.

### OVA
Sousei No Aquarion posee una serie de dos OVA's creadas y dirigidas por Shoji Kawamori y producidas por Satelight. Estas son un relato alternativo de los acontecimientos contados en la serie de televisión. 
Sus nombres son Sousei No Aquarion: Uragiri No Tsubasa (創星のアクエリオン 裏切りの翼 Sousei no Akuerion Uragiri no Tsubasa?) y Sousei No Aquarion: Taiyou No Tsubasa (創星のアクエリオン 太陽の翼 Sousei no Akuerion Taiyō no Tsubasa?).
La primera OVA fue estrenada el 25 de mayo de 2007, mientras que la segunda fue estrenada el 22 de noviembre del mismo año.

### Película
Gekijouban Aquarion: Ippatsu Gyakuten Hen (劇場版アクエリオン  Gekijōban Akuerion Ippatsu Gyakuten Hen?) es una película creada y dirigida por Shoji Kawamori y producida por Satelight. Se trata de una película recopilatoria con algunas pequeñas escenas inéditas. Fue estrenado el 15 de septiembre de 2007. Utiliza la misma música empleada en la serie y OVA's compuesta en su mayor parte por Yoko Kanno.

## Recepción
Sousei No Aquarion ha recibido buenas críticas, muchos alaban sus excelentes diseños de los mechas, su animación y su música. Sin embargo se han dado críticas mixtas sobre su historia.